# 小塩江村
小塩江村（おしおえむら・こしおえむら）は福島県石川郡にかつて存在した村である。

## 地理
- 現在の須賀川市の北東部、旧須賀川市の東部に位置する。
- 村は阿武隈川の東岸に位置する。

## 歴史
村は小倉村の小、塩田村の塩、江持村の江を組み合わせて小塩江村となった。

### 村域の変遷
- 1889年（明治22年）4月1日 - 町村制施行により、塩田村・小倉村・江持村・堤村が合併し石川郡小塩江村が発足。
- 1954年（昭和29年）3月31日 - 岩瀬郡須賀川町・浜田村・西袋村・稲田村と合併し須賀川市が発足。同日小塩江村廃止。

変遷表
| 1868年 以前 | 1868年 以前 | 明治22年 4月1日 | 昭和29年 3月31日 | 現在     |
| ----------- | ----------- | --------------- | ---------------- | -------- |
|             | 塩田村      | 小塩江村        | 須賀川市         | 須賀川市 |
|             | 小倉村      | 小塩江村        | 須賀川市         | 須賀川市 |
|             | 江持村      | 小塩江村        | 須賀川市         | 須賀川市 |
|             | 堤村        | 小塩江村        | 須賀川市         | 須賀川市 |

## 大字
- 塩田（しおだ）
- 小倉（おぐら）
- 江持（えもち）
- 堤（つつみ）

## 人口・世帯

### 人口
総数 [単位： 人]
| 1889年（明治22年） | 2,640 |
| 1920年（大正 9年） | 3,274 |
| 1947年（昭和22年） | 5,019 |

### 世帯
総数 [単位： 世帯]
| 1920年（大正 9年） | 612 |
| 1947年（昭和22年） | 795 |

## 交通

### 鉄道
- 日本国有鉄道（ → 東日本旅客鉄道）
  - ■水郡線
    - 小塩江駅